# Mark Watts
Mark Watts Jr. (Detroit, 1º giugno 2000) è un cestista statunitense.

## Carriera

### Nazionale
Nel 2018 ha vinto la medaglia d'oro ai Campionati americani Under-18.